# 1529 Oterma
1529 Oterma è un asteroide della fascia principale. Scoperto nel 1938, presenta un'orbita caratterizzata da un semiasse maggiore pari a 3,9880092 au e da un'eccentricità di 0,2007025, inclinata di 9,05953° rispetto all'eclittica.
L'asteroide è dedicato all'astronoma finlandese Liisi Oterma.
Fa parte del gruppo dinamico di asteroidi Hilda, che si trova in risonanza 2:3 col pianeta Giove.